# 藤井聡
藤井 聡（ふじい さとし、1968年〈昭和43年〉10月15日 - ）は、日本の土木工学者、社会工学者、評論家。学位は博士（工学）（京都大学・1998年）。京都大学大学院工学研究科教授、同大学レジリエンス実践ユニット長。カールスタード（カールスタッド）大学客員教授。『表現者クライテリオン』編集長。
京都大学大学院工学研究科助教授、東京工業大学大学院理工学研究科教授、第2〜4次安倍内閣・内閣官房参与（防災・減災ニューディール政策担当)などを歴任した。

## 人物
奈良県生駒市出身。京都大学大学院工学研究科都市社会工学専攻教授及び同大学レジリエンス実践ユニット長を務めるとともに、統計数理研究所リスク解析戦略研究センター客員教授、早稲田大学意思決定研究所招聘研究員などを兼任した。また、京都大学地域連携教育研究推進ユニット教授を務めるとともに、内閣官房国土強靱化推進室ナショナル・レジリエンス懇談会座長、一般社団法人日本モビリティ・マネジメント会議理事長、京都大学土木会評議員、カールスタッド大学客員教授などのような役職も兼任していた。過去には第2次安倍晋三内閣の内閣官房参与も務めた。シミュレーション及び行動経済学のテーマで博士（工学）の学位を取得した。この時制作した交通需要分析モデル、ピーキャッツは日本国政府やフロリダ州でも採用された。心理学科、経済産業研究所や学際ユニットでの諸研究など、「実践的総合政策論及び人文社会科学研究」が専門である。
俳優の伊原剛志とYouTubeのチャンネルで対談し、大阪都構想やコロナ禍の経済について議論した。

## 経歴
大阪教育大学附属高等学校平野校舎、京都大学工学部土木工学科を経て、同大学大学院工学研究科土木工学専攻修士課程修了。1993年より京都大学工学部交通土木工学教室・起終点施設学研究室助手。
1998年、京都大学において博士（工学）の学位を取得（いわゆる論文博士）。
1998年ヨーテボリ大学客員研究員（心理学科認知・動機・社会心理学研究室）、2000年京都大学大学院工学研究科土木システム工学専攻助教授（社会システム工学講座）、2002年東京工業大学大学院理工学研究科土木工学専攻助教授、2006年同専攻教授を経て、2009年に京都大学大学院工学研究科都市社会工学専攻教授に就任。2011年京都大学レジリエンス研究ユニット長（2016年よりレジリエンス実践ユニット長）、2018年カールスタッド大学客員教授。
2012年、持論の列島強靭化論が、第2次安倍晋三内閣が掲げる「国土強靭化政策」の原型になる。同年12月26日付で第2次安倍晋三内閣の内閣官房参与（防災・減災ニューディール政策担当）に任命された。2018年12月28日、安倍政権による消費税増税のリスクは高いとして、内閣官房参与を辞任した。
2018年、表現者クライテリオン編集長に就任。
2019年9月よりウェブマガジン配信サービス「foomii」で「藤井聡・クライテリオン編集長日記 ～日常風景から語る政治・経済・社会・文化論～」を配信中。

## 受賞
- 1997年度：土木学会論文奨励賞[15] （土木学会）

「個人の生活行動と 動的な交通流を考慮した交通需要予測手法に関する基礎的研究[総合題目]」
- 2003年度：土木学会論文賞[17] （土木学会）

「土木計画における社会的ジレンマ解消に向けた理論的・実証的研究[総合題目]」
- 2005年度：日本行動計量学会林知己夫賞 （優秀賞）[18] （日本行動計量学会）

「リスク態度と注意－状況依存 焦点モデルによるフレーミング効果の計量分析－」
- 2005年度:第26回日本道路会議奨励賞

- 2006年度：第1回「表現者」奨励賞 （雑誌『表現者』）

「村上春樹にみる近代日本のクロニクル」
- 2007年度：文部科学大臣表彰・若手科学者賞[19]

「社会的ジレンマについての処方的研究」
- 2008年度：第4回米谷・佐佐木賞[20] （社団法人システム科学研究所）

「交通シミュレーション・交通行動変容・社会的都市交通施策研究」
- 2008年度：交通図書賞[21] （財団法人交通協力会）

「モビリティ・マネジメント入門」（共著）
- 2009年度：第11回日本社会心理学会奨励論文賞[22] （日本社会心理学会）

「地域コミュニティ保守行動に 関する進化論的検討：階層淘汰論に基づく利他的行動の創発に関する理論的分析」
- 2010年度：第6回日本学術振興会賞[23]

「社会的ジレンマに関する社会科学的工学研究とその実践」
- 2018年度：土木学会研究業績賞[24]（土木学会）

「土木とシティズンシップの学校教育に資する交通・防災・まちづくり・くにづくりの実践研究」
- 2023年度：the International Award for Excellence for Volume 7 of The Journal of Tourism and Leisure Studies

## 研究
土木工学関連の学会（土木学会・交通工学研究会・日本都市計画学会・日本災害情報学会など）を中心に、哲学（応用哲学会）、心理学（日本心理学会・日本社会心理学会・日本行動計量学会など）や教育学（日本社会科教育学会）の諸学会に所属している。主な研究内容は、
- 計量経済学の手法に基づく交通需要予測に関する研究
- 交通計画におけるモビリティ・マネジメントに関する実践的研究
- 意思決定者の焦点化に着目した認知的及び統計的研究
- 社会的ジレンマ (social dilemmas) に関する実践的研究
- まちづくり及び地域づくりに関する進化心理学的研究

など。パースらのプラグマティズムの思想に基づき、このような研究活動を実践活動の一環として推進しており、交通計画やモビリティ・マネジメントについての実践活動や、言論・評論活動も併せて進めている。

## 主張・批判
- 縁あって、西部邁が主催していた私塾『『表現者』塾』の場を通して、哲学・思想を中心とする幅広い人文学・社会科学を改めて学ぶようになる。西部に指導されながら研究を進めていたころ、プラグマティズムに改めて触れる[26]。村上春樹についての批評文で[27]、表現者奨励賞（雑誌『表現者』主催）を受賞したこともある[28]。国家基本問題研究所の客員研究員も務めている[29]。
- アウシュヴィッツ強制収容所のアイヒマンに喩え、かつての上司だった菅義偉を「悪魔」と評した[30]。

### 大衆社会論
オルテガやハイデガーなどの社会哲学に基づいた大衆社会研究を多面的に実践・展開している。現代日本において、大衆社会化、すなわち軽薄なイデオロギーや私利私欲を追求する一方、社会秩序や伝統的価値を破壊する社会病理現象が深刻化しつつあることを指摘している。そして、大衆社会の諸現象を学術的・哲学的に論ずると共に、大衆社会への処方的アプローチとして、政治・経済・社会の様々な分野において、大衆社会の諸問題に実践的に取り組んでいる。昨今では、そうした実践的社会哲学研究に基づいて、現代日本のポピュリズム政治現象、とりわけ大阪都構想問題についての積極的な実践的言論活動を展開している。

### 構造改革・地方分権
「社会的ジレンマ」についての社会科学研究を踏まえて、過度な構造改革や自由化は社会的な厚生水準を大幅に低下させることを指摘し、小泉政権下で強力に進められ、現在に至るまで様々な領域で踏襲されている過度な構造改革や自由化あるいは地方分権を批判している。規制緩和・構造改革の典型的な問題がタクシー市場で顕在化しているとし、タクシー市場における適正規制の必要性を論じている。ただし供給過小のインフレ下では供給力を増強するための一つの手法として規制緩和を進めることに合理性があることを認めている。

### 公共事業
著書や日刊建設工業新聞へのコラムなどにおいて積極的な財政政策・公共事業を行うべきであると主張している。インフラストラクチャー政策については、過去の公共事業に無駄な部分があっただろうことは認める一方で、意味のある公共事業はたくさん残されている、と主張している。防災・インフラストラクチャーの維持更新・国際貿易・国内の生産性向上等のためにどのような公共事業が必要であるかを工学的なデータを用いて解説している。その一方で、財政政策についてはデフレ対策を行わなかったことで2008年までに4000兆円～5000兆円程度の経済損失を被っているとの推計結果を、土木工学における費用便益分析の考え方に基づいて示している。デフレ脱却のために財政出動が不可欠であることを指摘し、上述のインフラ政策に投資することが二重の配当をもたらすワイズスペンディング（賢い支出）であると論じている。デフレ脱却は税収増をもたらすことから、デフレ期の積極財政は財政再建をもたらし、デフレ期の緊縮財政は逆に財政悪化をもたらすことをデータに基づいて指摘している。
財政政策はマンデルフレミング効果や公債の中立命題によって効果が乏しいという経済学的な考え方に対して、マンデルフレミングモデルはインフレであることが前提となっておりデフレーションにおいては全く通用しない（→マンデルフレミングモデルも参照）、中立命題も現在の民主党政権でも行っているように日銀による紙幣増刷での国債償還が可能であり、そうすれば中立命題は成り立たない、と批判している。

### TPP
自由貿易を推進する者に対して、彼らにとって自由貿易は全体の利益に繋がる"道徳的"なものである一方、保護貿易は一国の利益にしかならない"不道徳"なものであるという思い込みがあり、そのため彼らは関税が存在することそのものを「悪」とし、その完全撤廃をもたらすことを「善」として信じて疑わないが、実際は過激な自由貿易は利己主義者ばかりの国を生み出し、あらゆる次元の正直者を駆逐して裏切り者をはびこらせることになるため、亡国どころか世界中の人々を不幸の淵に突き落とし、世界を亡ぼすリスクを高めてしまうものであると述べ、そのような自由貿易を「善」と考えること自体を不道徳なものである、と批判している。「TPP加入による日本経済回復のシナリオは、デフレ下にあって需要よりも超過した過剰供給分を、海外への輸出に振り向け、それを通して国内の需給アンバランス（すなわち、デフレギャップ）を解消し、景気回復を図ろうとするものであった」とした。

### MMT（現代貨幣理論）普及に関する活動
2000年代初頭に経済評論家の三橋貴明が主宰するメルマガの執筆陣の1人としてMMT啓発のための言論活動に参加。データに基づき過去20年間継続している日本経済のデフレの原因について、「中央政府の緊縮財政と消費増税による」と指摘した。
2021年10月には財務省次官である矢野康治が執筆した所謂「矢野論文」について対立する立場を取り、次のようにまとめた。
1. 矢野氏記事内容は財務省の公式パンフレットごときもので、大和魂とは無縁である。
2. この矢野論文は、国会あるいは国民と財務省との戦いにおいて放たれた弾である。
3. 矢野論文が言う様な「財政破綻」は、財務省自身が否定している。
4. 矢野氏の断定とは裏腹に、国債残高・GDPは消費増税や支出カットによるPB赤字縮減で悪化する理論的可能性があり、かつ、日本の現実経済ではその可能性が実現している。

### 新型コロナウイルス対策に関する主な主張
藤井の主な主張は、「リスク・アクセプタンス（リスクの受容）」であり、データに基づいて経済活動を部分的に再開すべきと述べた。具体的には以下の三点である。
1. 「過剰自粛」は経済を疲弊させ、恐ろしい帰結を導く。
2. だから、そのイベントの開催メリットとデメリットを比較衡量しつつ是々非々で開催／キャンセルを判断すべき、
3. そして、現下の感染状況では、100人以下のイベントの感染確率は「ほぼゼロ」であるから、その点を踏まえて、その必要性に応じて是々非々で開催判断をすることが適当である。

この主張に対し、「イベントの質を考慮していない。閉鎖空間のイベントは危ない」という批判があった際には、次のように回答した。
「当方の計算は、『そのイベントに感染者が含まれている確率』を計算しているものです。言うまでも無く、感染者がイベントに含まれていなければ感染することはありませんから、当方の確率値は感染率の「上限値」を意味しているのです。したがって、当方の確率値はかなり『悲観的』なものになっているのです」
また新型コロナ感染による死者数より大不況による自殺者数の方が上回るとも指摘し、次のように述べた。
「コロナが蔓延し、昨今ようやく収束し始めたのではないかと言われている中国ですら、その死者数は3000人。これは、上記の大不況による死者数のわずか3％以下の水準に過ぎません。（中略）過剰な自粛を繰り返して、日本経済がさらに疲弊すればまた、瞬くまに自殺者が増加してしまうことは避けられないでしょう」
また2021年7月、元厚生労働省医系技官の木村盛世との共著で『ゼロコロナという病』を出版。政府やメディアの影響による過剰自粛（ゼロコロナ思想）が経済を停滞させ、経済不況による自殺率を増加させていると述べた。同書では京都大学教授の西浦博やテレビ朝日の「モーニングショー」TBSの「ひるおび！」の罪悪を指摘し、テレビ局側から視聴者の恐怖を煽るコメントを求められたと暴露している。

### 新型コロナウイルス感染症否定運動と現代貨幣理論への手の平返し
内海聡らと共に「新型のコロナウィルスは存在しない」、「風邪のコロナは4種類あり、5種類目が追加されたと考えるのが妥当」と主張する団体の主要メンバーで2020年12月に共同宣言を行った。
（１）政府に対する迅速な指定感染症（２類相当）解除の要請
重症者と死者はインフルエンザよりも圧倒的に少なく、通常のインフルエンザや風邪と同等の扱いにすべきことを数字が明確に示している。
（２）PCR検査による陽性者認定の停止要請
PCR検査とは元来病原体検査のための方法論ではなく、遺伝子の断片を試験管内で増幅する技術である。遺伝子断片が検出され「陽性」判定となったところでそれが病原性を示すという根拠はどこにもない。
（３）感染予防対策としてのマスク着用の推奨停止要請
マスクさえ着用していれば感染予防になるという大きな誤解は他の対策がおろそかになることにも繋がり、かえって危険である。マスクは空気中のゴミ、雑菌、ウイルス、口腔内からの細菌等を集積し溜め込むフィルターであり、国民が正しい着用方法を理解しないままで長期間に渡って同じマスクを着け続け、そのマスクを触れた手指で他への接触や食事をしている現状は感染拡大防止の観点から見ても逆効果である。
（４）政府・自治に対する施策の根拠となる科学的データの提示要請
感染症には、感染性心内膜炎、骨髄炎、皮膚軟部組織感染症、膿瘍、敗血症、多剤耐性菌、劇症型溶血性レンサ球菌など厄介なものが多くある中、今回の新型コロナウイルス感染症にだけ特別な対策が施される理由が不明瞭である。
また藤井は2021年9月に、新型コロナウイルスワクチン接種を行ったことを明らかにした。このような手の平返しのため、独立行政法人日本原子力研究開発機構J‐PARCセンター物質・生命科学ディビジョン中性子源セクション研究副主幹の井田真人理学博士に「コロナが目の前にあったら飲み干せる」と豪語していた過去があるのにワクチン接種した藤井を「あなた方の言説に惑わされて変な方向に行ってしまった一般の人々に対しては、どのように責任をとるの？」と無責任を指摘している。
適菜収は藤井の所属する「WeRise」について、「武田邦彦や内海聡といった陰謀論者が集まっているトンデモ集団」であり、藤井聡について、「新型コロナという危機に対峙できないだけではなく、自分自身の危機にも対峙できなかった。都合の悪い現実を直視せずに、自己欺瞞を続けてきた」「藤井はMMT（現代貨幣理論）の話をずっとしていましたよね。ところが、新型コロナの補償の話になると、それを引っ込めてしまう」とコロナ禍自粛補償に使えるはずの現代貨幣理論を引っ込める矛盾も指摘している。対談した適菜と中野剛志は藤井について、議論の勝敗だけにこだわる「知識人ごっこ」の輩、と糾弾している。

### 大阪維新の会との対立

#### 大阪都構想を巡る議論
2015年1月27日、大阪都構想の実現の是非を問う住民投票が同年5月17日に行われる事を受けて、「この住民投票で決まっても、大阪都にならない」、「実質は、大阪市を解体して五つの特別区に分割」、「年間2200億円の大阪市民の税金が市外に流出する」、「流出した2200億円の多くが、大阪市外に使われる」、
「特別区の人口比は東京は7割であるのに対して大阪では3割」、「東京23区の人々は、「東京市」が無いせいで損をしている」、「東京の繁栄は『都』という仕組みのせいでなく、一極集中の賜」といった指摘をインターネット上で公開。
大阪維新の会からの公開討論会の申し入れ
その後、2月2日に大阪維新の会から「間違った情報を流し、市民に誤解を与えている」という抗議と共に公開討論の申し入れをされる。これに対し、
1. 間違っていると言うもののどこが間違っているのか何の指摘もないため討論を始められない
2. 「憤りを感じ、強く抗議」と書かれているが「憤りながら抗議」するならそもそも「冷静な議論」は無理
3. 討論申し入れ以後、ツイッターや記者会見で執拗な罵倒[52][53][54]を繰り返している

という3つの理由からこの申し入れは討論ではなくケンカの申し入れに過ぎないとして、公開討論の申し入れに応じない旨を宣言。根拠を明示しないままの抗議の申し入れや執拗な公衆の面前での罵倒は、大阪府知事・大阪市長及び公党代表・幹事長という公権力者による言論封殺であるとしている。
大阪維新の会は、テレビ放送では政治的中立性や公平性が求められると主張し、藤井が反都構想の集会・講演会に出席しているとして、「教えて!ニュースライブ 正義のミカタ」への藤井の出演を朝日放送に自粛要請するも、朝日放送は藤井の出演を継続させる事を表明。

#### 大阪維新の会によるBPOへの申し立て
大阪維新の会は、藤井が自民党推薦の候補者らに送ったとされるメールの内容を入手し、番組内で自民側の公約が優位に放送されるよう働きかけた経緯が判明したとして、放送法4条の違反等を理由に2015年10月16日にBPOに調査を申し立てた。翌17日に朝日放送は藤井の番組出演を当面見合わせる事を発表したが、大阪維新の会によるBPO申し立てとは無関係としている。
これについて藤井は「私信であるメールを公開されただけでも遺憾」、「どういった経緯で入手したのか」、「公党による窃盗の疑義すらある」とコメントした。自身のホームページに反論文を掲載し、「番組が確保すべき公平さは番組全体の公平さであり、出演者一人一人の公平さではない」、「発言のどこに不公平があったのかを明らかにすべき」と反論した。
メールの内容を大阪維新の会がホームページで公開している事について藤井は「法律を踏みにじり、市民に恐怖を与える違法行為」、「『通信の秘密は、これを侵してはならない。』という憲法21条違反、『人格権であるプライバシー権を侵害』である」と述べ、こうした違法行為と断固として戦うとしている。
本メールの主旨となっている2015年大阪市長選挙、2015年大阪府知事選挙はどちらも大阪維新の会の候補者が当確、自民党系候補者はそろって落選となった。この選挙結果により、藤井が批判している大阪都構想の再設計も決定している。藤井は選挙前後で自民党系候補者を応援するだけでなく、大阪の現状を自由民主主義陣営と共産主義陣営が手を組んだ第二次世界大戦に準えて維新と敵対する日本共産党にも機関紙『しんぶん赤旗』のインタビューで自共共闘を呼びかけていた。
メールの内容
11月に行われるダブル選挙において、自民党を全力で応援する旨を伝えている。自身が出演している番組において、スタッフが作成したパネルに抗議し、自民党が有利になるよう作り変えさせたと報告。都構想と大阪会議を比較されると大阪会議がしょぼく見えてしまう事から、できるだけ比較させないことが重要であるとした。維新の公約を姑息とした上で、メガリュージョン構想に対する住民の理解度を鑑み、「大大阪圏」と主張すべきであるとしている。その他、「維新公約への攻撃の仕方」という項目で維新との戦い方を進言している。本メールの冒頭にオフレコを願う旨が記述されている。
藤井はこのメール内容について『「私信」は、送受信者の共通了解の上に成り立つもので、その共通了解を大幅に割愛して送受信されます。したがって一般公開には、その共通了解を全て追記する必要があります。それを追記すれば、「私信」の中で藤井が行ったと言及しているものは、「維新・自民の公約内容が適切に視聴者に伝えるための、助言」である、ということが明らかになります。』と解説している。

### 二度目の大阪都構想に関する維新との対立
2020年10月、二度目の大阪都構想の実現の是非を問う住民投票に際して、大阪維新の会と大阪市財政局の対立（都構想によってコスト218億円増の莫大な赤字が出ると試算を示した大阪市財政局に対し、捏造であると指摘し財政局長の謝罪会見を求めた維新と、その後に財政局側から独自試算の提出を求められた維新が「計算方法はない」と回答した件）については大阪市財政局側を支持、大阪維新の会を批判する立場を取った。

### 禁煙ファシズム論
2021年のインタビューにおいて、昨今の喫煙を巡る社会情勢について禁煙ファシズム論を唱えている。喫煙自体に非常に長い歴史を持つことを理由に挙げ、禁煙風潮で喫煙機会を抑圧していくことについて「文化保存の観点から、恐ろしい問題」「極めて非人間的」「ファシズム的な行い」と述べている。分煙の一定程度の導入には理解を示すものの、バーなど喫煙を楽しむとされる場所については文化の一つとして許容すべきであるし、居酒屋なども喫煙席と禁煙席を設けてしかるべきとしている。

### 三沢カヅチカとしての覆面歌手活動
2017年頃より三沢カヅチカ名義で歌手活動を開始し、小池百合子を風刺した「豊洲の女」をリリース。三沢は藤井を尊敬するエリートサラリーマンによる謎の覆面歌手という設定で、ライブパフォーマンスでの顔出しからその正体は藤井ではないかという観測もあったが、2022年1月22日放送のロンドンブーツ1号2号 田村淳のNewsCLUBにゲスト出演した藤井本人によって、「豊洲の女」のオンエアがリクエストされるとともに、内閣官房参与（当時）という身分に配慮した結果の自身による覆面歌手活動であったことが「カミングアウト」（藤井談）された。以降は新曲「聞け！俺のインボイス」も発表しライブ活動も行っている。

## 兵庫県播磨臨海地域道路整備促進大会
整備促進の立場から講演する。

## 出演・連載

### テレビ番組
レギュラー出演
- 教えて!ニュースライブ 正義のミカタ (2014年4月5日-現在)(朝日放送）[注釈 1]
- おはようコールABC（朝日放送）※2015年10月より出演見合わせ、2016年1月5日に小西克哉が後任となり降板
- 報道RUNNER[75]:金曜日コメンテーター (関西テレビ)(2017年4月7日[76] - 2023年3月31日)
- newsランナー:金曜日コメンテーター (関西テレビ)(2023年4月7日 - 現在)
- 東京ホンマもん教室[77]:メインMC (TOKYO MX)(2020年11月8日-現在)
- ももいろインフラーZ[78] (TOKYO MX)(2022年9月4日-現在)

ゲスト出演
- たかじんNOマネーBLACK（テレビ大阪）
- FNNスーパーニュースアンカー（関西テレビ）
- ゆうがたLIVE ワンダー → みんなのニュース ワンダー（関西テレビ）
- あさイチ（NHK総合）- 2011年11月12日
- ビートたけしのTVタックル（テレビ朝日）- 2012年6月4日、7月2日
- お台場政経塾（フジテレビ）- 2012年8月17日
- 未来ビジョン 元気出せ!ニッポン!（BS11）- 2012年10月20日
- NEWS21 サンデースコープ経済版（BS-TBS）- 2013年2月10日
- 激論!コロシアム 〜これでいいのか?ニッポン〜（テレビ愛知）- 2013年9月28日
- 日本文化チャンネル桜
- モーニングショー（テレビ朝日）- 2019年10月1日

### ウェブ番組
- デモクラシータイムス（YouTube、2019年2月3日、2020年1月19日）
- エアレボリューション（ニコニコ生放送、2023年9月25日）

### ラジオ
レギュラー出演
- おはよう寺ちゃん（木曜コメンテーター、文化放送）
- 週刊クライテリオン　藤井聡あるがまま・ラジオ[79][80][81]（KBS京都ラジオ）- 2018年1月1日 -

ゲスト出演
- 生島ヒロシのおはよう一直線（TBSラジオ） - 2012年2月9日 -

### 雑誌連載
- 隔月刊誌『表現者』（ジョルダン）に2013年3月号から「「強靭な国家」を構想する」を連載している。

## 著書

### 単著
- ｢社会的ジレンマの処方箋:都市･交通･環境問題の心理学｣(2003/10/1,ナカニシヤ出版)[82]
- ｢土木計画学:公共選択の社会科学｣(2008/6/10,学芸出版社)[83]
- ｢なぜ正直者は得をするのか:｢損｣と｢得｣のジレンマ｣(2009/7/28,幻冬舎［幻冬舎新書］)[84]
- ｢正々堂々と｢公共事業の雇用創出効果｣を論ぜよ:人のためにこそコンクリートを｣(2010/6/1,日刊建設工業新聞社)[85]
- ｢公共事業が日本を救う｣(2010/10/20.文藝春秋［文春新書］)[86]
- ｢列島強靱化論:日本復活5カ年計画｣(2011/5/20,文藝春秋［文春新書］)[87]
- ｢救国のレジリエンス:｢列島強靭化｣でGDP900兆円の日本が生まれる｣(2012/2/21,講談社)[88]
- ｢プラグマティズムの作法:閉塞感を打ち破る思考の習慣｣(2012/4/18,技術評論社)[89]
- ｢コンプライアンスが日本を潰す｣(2012/6/2,扶桑社［扶桑社新書］)[90]
- ｢維新･改革の正体:日本をダメにした真犯人を捜せ｣(2012/11/8,産経新聞出版)[91]
- ｢レジリエンス･ジャパン日本強靭化構想｣(2013/6/25,飛鳥新社)
- ｢強靭化の思想:強い国日本を目指して｣(2013/6/28,藤井聡著,育鵬社)[92]
- ｢新幹線とナショナリズム｣(2013/8/9,朝日新書)[93]
- ｢巨大地震Xデー:南海トラフ地震、首都直下地震に打ち克つ45の国家プログラム｣(2013/12/13,光文社)[94]
- ｢大阪都構想が日本を破壊する｣(2015/4/6,文藝春秋)[95]
- ｢<凡庸>という悪魔:21世紀の全体主義｣(2015/4/25,藤井聡著,晶文社)[96]
- ｢超インフラ論:地方が甦る｢四大交流圏｣構想｣(2015/7/16,PHP研究所)[97]
- ｢スーパー新幹線が日本を救う｣(2016/5/20,文春新書)[98]
- ｢国民所得を80万円増やす経済政策:アベノミクスに対する5つの提案｣(2016/6/24,晶文社)[99]
- ｢プライマリーバランス亡国論:日本を滅ぼす国の借金を巡るウソ｣(2017/5/14),扶桑社)[100]
- ｢クルマを捨ててこそ地方は甦る｣(2017/10/13,PHP新書)[101]
- ｢[改訂版]土木計画学:公共選択の社会科学｣(2018/8/31,学芸出版社)[102]
- ｢10%消費税が日本経済を破壊する:今こそ真の税と社会保障の一体改革を｣ (2018/11/6,晶文社)[103]
- ｢インフラ･イノベーション:強くて豊かな国をつくる日本再生プロジェクト｣(2019/4/27,育鵬社)[104][105]
- ｢令和日本･再生計画:前内閣官房参与の救国の提言｣(2019/5/31,小学館新書)[106]
- ｢MMTによる令和｢新｣経済論:現代貨幣理論の真実｣(2019/10/28,晶文社)[107]
- ｢[令和版]公共事業が日本を救う:｢コロナ禍｣を乗り越えるために｣(2020/6/2,育鵬社)[108]
- ｢新･政の哲学｣(2020/8/12,青林堂)[109]
- ｢都構想の真実 ｢大阪市廃止｣が導く日本の没落｣(2020/10/12,啓文社書房)[110]
- ｢自粛と緊縮で日本は自滅する｣(2020/10/23,ビジネス社)[111]
- ｢なぜ、日本人の9割は金持ちになれないのか｣(2021/11/17,ポプラ社)[112]
- ｢超入門MMT｣(2021/12/6,エムディエヌコーポレーション)[113]
- ｢日本を喰う中国:｢蝕む国｣から身を守るための抗中論｣(2021/12/8,ワニブックスPLUS新書)[114]
- ｢[令和版]プライマリーバランス亡国論:PB規律凍結で日本復活!｣(2022/6/17,育鵬社)[115]
- ｢人を動かす正論の伝え方｣(2022/9/11,クロスメディア･パブリッシング)[116]
- ｢グローバリズム植民地ニッポン｣(2022/10/8,ワニブックスPLUS新書)[117]
- ｢日本滅亡論:中国に喰われるか、大国に返り咲くか｣(2022/11/15,経営科学出版)
- ｢安い国ニッポンの悲惨すぎる未来:ヒト･モノ･カネの全てが消える｣(2023/3/15,経営科学出版)[118]
- ｢過剰医療の構造｣(2024/2/1,ビジネス社)[119]

### 共著
- ｢ポスト・モータリゼーション:21世紀の都市と交通戦略｣(2001/12/30,北村隆一編著/大矢正樹/秋山孝正/正司健一/長峰太郎/土井勉/西井和夫/酒井弘/松尾武/藤井聡/近藤勝直,学芸出版社)[120]
- ｢交通行動の分析とモデリング:理論/モデル/調査/応用｣(2002/5/22,北村隆一/森川高行編著/佐々木邦明/山本俊行/藤井聡,技報堂)[121]
- ｢地震と人間｣(2007/2/10,大野隆造編著/藤井聡/青木義次/大佛俊泰/瀬尾和大著,朝倉書店)[122]
- ｢土木と景観:風景のためのデザインとマネジメント｣(2007/4/10,田中尚人/柴田久編著/秀島栄三/横松宗太/藤井聡,学芸出版社)[123]
- ｢モビリティ・マネジメント入門:「人と社会」を中心に据えた新しい交通戦略｣(2008/3/10,谷口綾子/藤井聡共著,学芸出版社)[124]
- ｢情報化時代の都市交通計画｣(2010/10/21,飯田恭敬監修/北村隆一編集/秋山孝正/川崎雅史/宇野伸宏/倉内文孝/菊池輝/藤井聡著,コロナ社)[125]
- ｢崩壊した「中国システム」とEUシステム〔主権・民主主義・健全な経済政策〕｣(2019/11/26,荻野文隆編著/フランソワ・アスリノ/田村秀男/藤井聡/安藤裕/中野剛志/柴山桂太/浜崎洋介/小沢一郎/山本太郎/大塚耕平/菅直人/海江田万里/及川健二/エマニュエル・トッド/エドゥアール・ユソン/コラリー・ドローム/ダヴィッド・ケイラ/ヴァンサン・ブルゾー著,藤原書店)[126]
- ｢日本破滅論｣(2012/8/20,中野剛志/藤井聡共著,文藝春秋［文春新書］)[127]
- ｢大衆社会の処方箋:実学としての社会哲学｣(2014/1/15,羽鳥剛史/藤井聡共著,北樹出版)[128]
- ｢政の哲学｣(2014/5/24,藤井聡/神谷宗幣,SEIRINDO BOOKS)
- ｢築土構木の思想:土木で日本を建てなおす｣(2014/7/25,中野剛志/柴山桂太/三橋貴明/大石久和/青木泰樹/藤井聡共著,晶文社)[129]
- ｢グローバリズムが世界を滅ぼす｣(2014/6/20,中野剛志/ハジュン・チャン/エマニュエル・トッド/柴山桂太/堀茂樹/藤井聡共著,文藝春秋［文春新書］)[130]
  - 英語版「Beyond Global Capitalism｣(シュプリンガー・リンク、2015年)
- ｢意思決定の処方｣(2015/3/25,竹村和久/藤井聡共著,朝倉書店)[131]
- ｢デモクラシーの毒｣(2015/10/19,適菜収/藤井聡共著,新潮社［新潮新書］)[132]
- ｢国土学:国民国家の現象学｣(2016/4/14,大石久和/藤井聡共著,北樹出版)[133]
- ｢対論「炎上」日本のメカニズム｣(2017/6/20,佐藤健志/藤井聡共著,文藝春秋)[134]
- ｢北陸から問う、土木のちから。 インフラなくして国家なし｣(2019/12/3,藤井聡/市森友明,北日本新聞社)[135]
- ｢公衆免疫強靱化論｣(2020/11/5,宮沢孝幸/藤井聡共著,啓文社書房)[136]
- ｢感染列島強靭化論:パンデミック下での大災害に備える公衆衛生戦略｣(2020/12/3,藤井聡/高野裕久,晶文社)[137]
- ｢こうすれば絶対よくなる!日本経済｣(2021/4/10,田原総一朗/藤井聡共著,アスコム)[138]
- ｢ゼロコロナという病｣(2021/7/16,藤井聡/木村盛世共著,産経新聞出版)[139]
- ｢日本復活!｣(2022/5/10,和田秀樹/藤井聡/木村盛世共著,かや書房)[140]
- ｢神なき時代の日本蘇生プラン｣(2022/9/1,藤井聡/宮台真司共著,ビジネス社)[141]
- ｢消費税減税ニッポン復活論｣(2022/10/11,藤井聡/森井じゅん共著,ポプラ社)[142]
- ｢新しい政治の哲学:国民のための政党とは｣(2023/3/31,藤井聡/神谷宗幣共著,青林堂)[143]
- ｢豊かな日本はこう作れ!｣(2023/9/25,泉房穂/藤井聡共著,ビジネス社)[144]
- ｢インフレ時代の積極財政論｣(2023/11/16,ウィリアム･ミッチェル/藤井聡著,ビジネス社)[145]
- ｢ヤバい食、潰される農｣(2024/6/20,堤未果, 藤井聡:著,ビジネス社)[146]
- 『ジャパン・ファースト』高市早苗, 藤井聡:共著、ビジネス社、2025年9月。978-4828427386。

### 編著
- ｢合意形成論:総論賛成・各論反対のジレンマ｣(2004/3,土木学会)[147]
- ｢モビリティ・マネジメントの手引き｣(2005/5,土木学会)[148]
- ｢経済レジリエンス宣言:「強靭」な日本経済を求めて｣(2013/6/10,日本評論社)[149]
- ｢モビリティをマネジメントする:コミュニケーションによる交通戦略｣(2015/8/10,藤井聡/谷口綾子/松村暢彦編著,学芸出版社)[150]
- ｢ブラック・デモクラシー 民主主義の罠｣(2015/11/6,藤井聡編著/適菜収/中野剛志/薬師院仁志/湯浅誠著,晶文社)[151]
- ｢大都市自治を問う:大阪・橋下市政の検証｣(2015/11/10,藤井聡/村上弘/森裕之編著,学芸出版社)[152]
- ｢防災まちづくり・くにづくり学習:実践シティズンシップ教育｣(2015/12/15,藤井聡/唐木清志編集,悠光堂)[153]
- ｢歴史の謎はインフラで解ける:教養としての土木学｣(2018/5/26,大石久和/藤井聡編著,産経新聞出版)[154]

### 監修
- ｢国土強靭化:日本、アジア、そして世界における災害と対峙する｣(2014/11/25,藤井聡監修/自民党国土強靭化総合調査会編集,東亜総研)[155]
  - 英語版『Kyojinka Building National Resilience』（アスペクト、2014年）
- 「マンガでわかるこんなに危ない!?消費増税」(2019/6/28,消費増税反対botちゃん著/藤井聡監修,ビジネス社)[156]
- 「マンガでわかるこんなにヤバいコロナ大不況:消費税凍結とMMTが日本経済を救う!」(2020/7/31,消費増税反対botちゃん著/藤井聡監修,ビジネス社)
- 「マンガでわかるこんなに危ない!?日本経済」(2020/9/3,消費増税反対botちゃん著/藤井聡監修,ビジネス社)[157]

### 寄稿文
- 現実の政策は「経済学」でなく「経世済民の学」にこそ基づくべし
- 「TPP」で世界は亡ぶ
- 持続可能なまちづくりのための交通行動システムに関する藤井聡教授の洞察